# Rio Coasta (Lotru)
O Rio Coasta é um rio da Romênia, afluente do Lotru, localizado no distrito de Vâlcea.